# Lane Kirkland
Pour les articles homonymes, voir Kirkland.
Joseph Lane Kirkland, né le 12 mars 1922 à Camden en Caroline du Sud et mort le 14 août 1999 à Washington, est un dirigeant syndical américain, président pendant seize ans de l'AFL-CIO.

## Biographie
En 1941, Kirkland s'engagea dans l'Académie de la Marine marchande américaine, dont il sortit diplômé en 1942 pour devenir officier de la marine marchande pendant la Seconde Guerre mondiale. Après-guerre, il travailla pour l'AFL et obtint un diplôme de l'université de Georgetown.
Il se maria avec Edith Draper Hollyday en juin 1944, dont il a eu cinq filles. Un an après son divorce en 1972, il épousa Irena Neumann.
De 1979 à 1995, Kirkland fut président de l'AFL-CIO, la principale confédération syndicale américaine. Proche collaborateur de George Meany, président de l'AFL-CIO de 1955 à 1979, l'expérience de Kirkland en tant que salarié était presque nulle. Durant son mandat, l'organisation déclina sérieusement, notamment par suite de l'échec de la grève des contrôleurs aériens du syndicat Professional Air Traffic Controllers Organization en 1981 et la grève de chez Hormel en 1985.
À l'international, il soutint vigoureusement le syndicat polonais Solidarność, poursuivant la politique suivie par Meany de soutien de la politique extérieure des États-Unis.
Le Free Trade Union Committee (en), qui avait soutenu la guerre du Viêt Nam sous Meany, devint le Free Trade Union Institute (FTUI), qui a largement collaboré avec le National Endowment for Democracy, lui-même abondamment financé par la CIA pour soutenir les organisations opposées au communisme en Europe et en Amérique du Sud.
Son successeur Thomas Donahue fut presque aussitôt par John Sweeney, chef du syndicat SEIU, contestataire de l'orientation de Kirkland.

## Citation
« Si le travail dur avait été une chose si merveilleuse, les riches l'auraient certainement conservé entièrement pour eux. »

## Publications
- (en) Arch Puddington, Lane Kirkland : champion of American labor, Hoboken, N.J, John Wiley & Sons, 14 janvier 2005, 352 p. (ISBN 0-471-41694-0).
- (en) Paul Buhle, Taking care of business : Samuel Gompers, George Meany, Lane Kirkland, and the tragedy of American labor, New York, Monthly Review Press, 1er août 1999, 224 p. (ISBN 1-58367-003-3 et 978-1-5836-7003-3).